# Priscilla Morand
Pour les articles homonymes, voir Morand.
Priscilla Nancy Morand Rosset, née le 24 novembre 1993, est une judokate mauricienne vivant en Suisse.

## Carrière
Priscilla Morand est médaillée de bronze des championnats d'Afrique de judo 2014 à Port-Louis dans la catégorie des moins de 48 kg. Elle est à nouveau médaillée de bronze dans cette catégorie aux championnats d'Afrique 2019 au Cap et aux championnats d'Afrique 2020 à Antananarivo, puis obtient la médaille d'argent aux championnats d'Afrique 2021 à Dakar.
Elle obtient la médaille d'or dans la catégorie des moins de 48 kg aux championnats d'Afrique de judo 2022 à Oran puis la médaille d'argent dans cette même catégorie aux Jeux des îles de l'océan Indien 2023 à Antananarivo et aux Jeux africains de 2023 à Accra.